# Gernot Schiefer

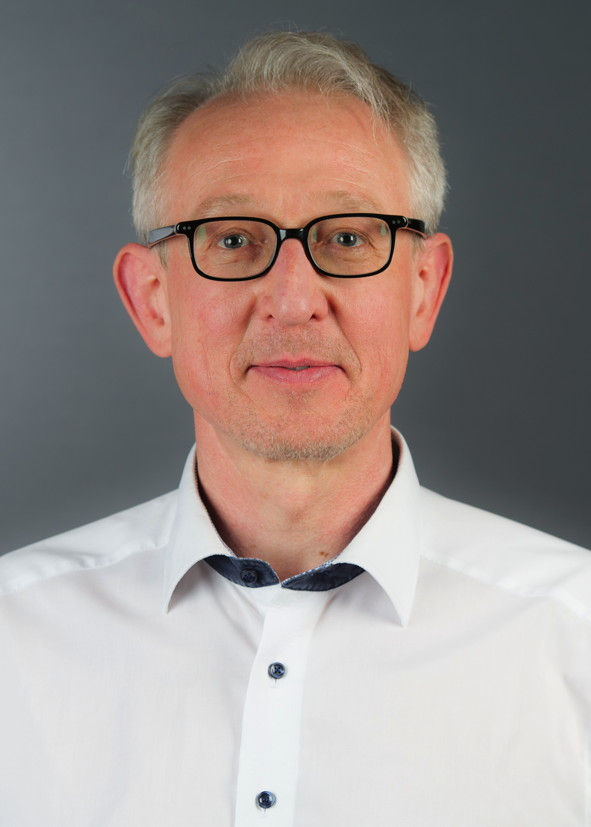
Gernot Schiefer (2017)

Gernot Schiefer (* 1964 in Düsseldorf) ist ein deutscher Psychologe. Er ist Professor für Wirtschaftspsychologie und Leiter des Kompetenzzentrums für Qualitative Forschung an der FOM Hochschule für Oekonomie & Management in Mannheim. Zudem ist er Psychoanalytiker und arbeitet als Unternehmensberater.

## Werdegang
Während seines Psychologiestudiums an der Universität zu Köln fokussierte er sich als Schüler von Wilhelm Salber auf die Psychologische Morphologie. Nach seinem Abschluss 1991 wurde ihm 1999 die Approbation als psychologischer Psychotherapeut für Erwachsene erteilt. 2003 schloss er, unter anderem als Schüler von Rainer Krause, die Ausbildung zum Psychoanalytiker beim Saarländischen Institut für Psychoanalyse und Psychotherapie (SIPP) in Saarbrücken ab.
2006 promovierte Schiefer an der Ludwig-Maximilians-Universität München unter der Leitung von Lutz von Rosenstiel und schloss diese an der TU München mit einer Dissertation zum Dr. oec. ab.
Seit 2012 ist Schiefer Professor für Wirtschaftspsychologie mit den Schwerpunkten Personal und Management an der FOM Hochschule für Oekonomie & Management in Mannheim.
Von 1995 bis 2014 war Schiefer zusammen mit einem Partner geschäftsführender Gesellschafter einer international tätigen Marketingberatung und Marktforschung, die vor allem markt- und werbepsychologische Untersuchungen durchführte.

## Forschungsschwerpunkte
Als Leiter des Kompetenzzentrums für Qualitative Forschung verfolgt Gernot Schiefer eine hermeneutische, qualitativ-methodische Forschungshaltung. Er untersucht u. a. postheroische Führungskonzepte und integriert psychoanalytische Sichtweisen und Methoden. Seit 2020 ist Schiefer als Wissenschaftsexperte für Coaching Mitglied im DBVC Deutscher Bundesverband Coaching und arbeitet dort an der wissenschaftlichen Fundierung von Coachingprozessen.

## Monographien
- Motive des Blutspendens. Eine tiefenpsychologische Untersuchung mit Gestaltungsoptionen für das Marketing von Nonprofit-Organisationen des Blutspendewesens, Gabler Verlag, Wiesbaden 2006, ISBN  978-3-8350-0572-3 (= Dissertation).
- mit Ramona Gattner: Neuroleadership – die Grundannahmen in kritischer Analyse. Was Neurowissenschaften zur Zukunft von Führungstheorien wirklich beitragen, Springer, Wiesbaden 2019, ISBN 978-3-658-23477-5.
- mit Corinna Hoffmann: Lernmotivation und Weiterbildungsbereitschaft älterer Mitarbeiter. Hilfestellung für Führungskräfte im Rahmen agiler Personalführung, Springer, Wiesbaden 2019, ISBN 978-3-658-26124-5.
- mit Hanna Nitsche: Die Rolle der Führungskraft in agilen Organisationen. Wie Führungskräfte und Unternehmen jetzt umdenken sollten, Springer, Wiesbaden 2019, ISBN 978-3-658-27436-8.
- mit Laura Gehrlein: Nostalgie als Stimmungsaufheller. Eine Einführung in die psychologischen Auswirkungen des nostalgischen Erinnerns, Springer, Wiesbaden 2021, ISBN 978-3-658-34100-8.
- mit Corinna Hoffmann: Older Employees' Motivation to Learn an Readiness for Training. Assistance for Leaders in the Context of Agile Personnel Management, Springer Wiesbaden 2021, ISBN 978-3-658-35724-5.

## Mitgliedschaften
- DPG Deutsche Psychoanalytische Gesellschaft, Berlin[8]
- DBVC Deutscher Bundesverband Coaching e.V.[9]
- IPV Internationale Psychoanalytische Vereinigung, London[10]
- Pks - Psychotherapeutenkammer des Saarlandes[11]